# Al Lucas
Albert Thomas "Al" Lucas (4 de julio de 1922-Nassau, Nueva York, 26 de abril de 1995) fue un jugador de baloncesto estadounidense que disputó una temporada en la BAA, además de jugar en la NBL durante cuatro años y finalmente en la New York State Basketball League. Con 1,91 metros de estatura, jugaba en la posición de escolta.

## Trayectoria deportiva

### Universidad
Jugó una única temporada con los Universidad de Fordham de la Universidad de Fordham, la 1942-43.

### Profesional
Comenzó su andadura profesional con los Sheboygan Redskins, entonces en la NBL, en 1944, donde permaneció cuatro temporadas, hasta que en 1948 fichó por los Boston Celtics, con los que únicamente disputó dos partidos, en los que consiguió dos puntos.
Tras ser despedido por los Celtics, jugó el resto de la temporada con los Utica Olympics de la liga menor New York State Basketball League.

#### Estadísticas en la BAA

##### Temporada regular
| Temporada | Edad | Equipo         | Liga | P | TIT | MIN | TC  | TCA | %TC  | 3P | 3PA | %3P | TL  | TLA | %TL | R.OF. | R.DEF. | REB | ASIS | ROB | TAP | PER | FP  | PTS |
| 1948-49   | 26   | Boston Celtics | BAA  | 2 |     |     | 0.5 | 1.5 | .333 |    |     |     | 0.0 | 0.0 |     |       |        |     | 1.0  |     |     |     | 0.0 | 1.0 |
| Total     |      |                | BAA  | 2 |     |     | 0.5 | 1.5 | .333 |    |     |     | 0.0 | 0.0 |     |       |        |     | 1.0  |     |     |     | 0.0 | 1.0 |